# أدغال (فلم 2017)
أدغال (بالإنجليزية: Jungle) هو فيلم مغامرات ودراما تم إنتاجه في أستراليا وكولمبيا وصدر سنة 2017 بطولة دانيال رادكليف وأليكس راسل.

## القصة
يلتقي أربعة مسافرون من جنسيات مختلفة في (بوليفيا): مغامر إسرائيلي وعالم جيولوجيا نمساوي ومصور أمريكي ومعلم سويسري وينطلقون معًا في قلب الغابات المطيرة بـ(الأمازون)، لكن ما بدأ على أنه مغامرة يحلمون بها سرعان ما يتدهور إلى كابوس مروّع.

## الميزانية والإيرادات
حقق الفيلم أرباح تقدر بـ 1.2 مليون دولار.

## روابط خارجية
- مقالات تستعمل روابط فنية بلا صلة مع ويكي بيانات